# Крамарев, Виктор Григорьевич
Виктор Григорьевич Крамарев — советский хозяйственный, государственный и политический деятель.

## Биография
Родился 26 января 1948 года в Темиртау Карагандинской области.
Член КПСС. С 1966 года — на хозяйственной, общественной и политической работе. В 1966—2008 гг. — подручный сталевара, студент, секретарь комсомола завода-втуза; второй, первый секретарь Темиртауского горкома ЛКСМК; секретарь, второй секретарь ЦК ЛКСМК, первый секретарь Металлургического райкома КПСС, инспектор ЦК Компартии Казахстана, председатель Кокчетавского облисполкома, президент корпорации «КРАМДС-Кокчетав», директор ТОО «Техноконтракт».
Избирался депутатом Верховного Совета Казахской ССР 11-12-го созывов, народным депутатом Казахской ССР.
Награждён орденом «Знак Почёта», медалями, Почетными грамотами Верховного Совета КазССР.
Скончался 6 января 2008 года.